# The Pulsars
The Pulsars was een Amerikaanse indierockband uit Chicago. De band bestond uit de broers Dave en Harry Trumfio. Zij namen twee studioalbums op waarvan er één werd uitgebracht. Met het titelloze album Pulsars belandde het duo in Rolling Stones lijst van 40 greatest one-album wonders.

## Geschiedenis
De broers maakten op jonge leeftijd al samen muziek. Zij traden voor het eerst op tijdens een familiefeest toen Dave klaar was met de lagere school. Na jarenlang in indierockbands gespeeld te hebben, werd The Pulsars opgericht in 1994. De broers overwogen de naam T9000 (van Theodore 9000 of Trumfio 9000) maar wilden niet gezien worden als een volgende Kraftwerk. De naam 'Theodore 9000' werd wel gegeven aan wat ze hun derde bandlid noemden, de apparatuur die ze gebruikten voor het maken van muziek.
Nadat ze de ep Teenage nights uitbrachten in 1995, tekenden de broers bij Almo Sounds. Met de deal was een bedrag van $ 2,5 mln gemoeid. Volgens Greg Kot van de Chicago Tribune was het een van de meest intense "bidding wars" op een plaatselijke band. De eerste uitgave op het label was de ep Submission to the master.
Het titelloze debuutalbum Pulsars verscheen in 1997. Het album werd over het algemeen positief ontvangen. Er werd een tweede album opgenomen, maar de band werd opgeheven voordat het werk uitgebracht kon worden. Dave kreeg het te druk met zijn werk als producer voor andere artiesten. In 2009 werd er een eenmalig optreden gegeven in New York. Er waren toen plannen om het tweede album alsnog uit te brengen. De broers namen in 2009 nieuwe muziek op onder de naam Our Future.
Op 2 april 2021 werd de voorverkoop aangekondigd van het verzamelalbum Lost transmissions. Het album bevat 15 zeldzame en nog niet eerder uitgebrachte opnames en zal zowel digitaal als op cd en in beperkte oplage op vinyl verschijnen.

## Discografie

### Ep's
- Teenage nights, 1995
- Submission to the master, 1996

### Albums
- Pulsars, 1997
- Lost transmissions, 2021 (verzamelalbum)